# Tour de França de 1961
El Tour de França 1961 va sortir des de Rouen i acabà al velòdrom del Parc dels Prínceps, a París.
Sols dos ciclistes vestiren el mallot groc al llarg d'aquesta edició: André Darrigade, vencedor del primer sector de la primera etapa, i Jacques Anquetil que guanyà la contrarellotge del primer dia i mantingué el mallot fins a París, tot demostrant un gran domini a la cursa i deixant el segon classificat a més de 12'.
Per cinquena vegada André Darrigade guanyava la primera etapa del Tour de França

## Resultats

### Classificació general
| Classificació General                 | Classificació General | Classificació General | Classificació General |
| ------------------------------------- | --------------------- | --------------------- | --------------------- |
| 1.                                    | Jacques Anquetil      | França                | 122h 01' 33"          |
| 2.                                    | Guido Carlesi         | Itàlia                | a 12' 14"             |
| 3.                                    | Charly Gaul           | Luxemburg             | a 12' 16"             |
| 4.                                    | Imerio Massignan      | Itàlia                | a 15' 59"             |
| 5.                                    | Hans Junkermann       | Alemanya              | a 16' 09"             |
| 6.                                    | Fernando Manzaneque   | Espanya               | a 16' 27"             |
| 7.                                    | José Pérez-Francés    | Espanya               | a 20' 41"             |
| 8.                                    | Jean-Baptiste Dotto   | França                | a 21' 44"             |
| 9.                                    | Eddy Pauwels          | Bèlgica               | a 26' 57"             |
| 10.                                   | Jan Adriaenssens      | Bèlgica               | a 28' 05"             |
| 130 participats, 72 acabaren la cursa |                       |                       |                       |

### Gran Premi de la Muntanya
| 1r | Imerio Massignan | 95 pts |
| 2n | Charly Gaul      | 61 pts |
| 3r | Hans Junkermann  | 48 pts |

### Classificació de la Regularitat
| 1r | André Darrigade | 174 pts |
| 2n | Jean Gainche    | 169 pts |
| 3r | Guido Carlesi   | 148 pts |

### Classificació per equips
| 1r | França |

### Etapes
| Etapa  | Data         | Recorregut                       | km         | Guanyador            | Líder            |
| 1a (a) | 25 de juny   | Rouen - Versalles                | 136,5      | André Darrigade      | André Darrigade  |
| 1a (b) | 25 de juny   | Versalles - Versalles            | 28,5 (CRI) | Jacques Anquetil     | Jacques Anquetil |
| 2a     | 26 de juny   | Pontoise - Roubaix               | 230,5      | André Darrigade      | Jacques Anquetil |
| 3a     | 27 de juny   | Roubaix - Charleroi              | 197,5      | Emile Daems          | Jacques Anquetil |
| 4a     | 28 de juny   | Charleroi - Metz                 | 237,5      | Anatole Novak        | Jacques Anquetil |
| 5a     | 29 de juny   | Metz - Estrasburg                | 221        | Louis Bergaud        | Jacques Anquetil |
| 6a     | 30 de juny   | Estrasburg - Belfort             | 180,5      | Joseph Planckaert    | Jacques Anquetil |
| 7a     | 1 de juliol  | Belfort - Chalon-sur-Saône       | 214,5      | Jean Stablinski      | Jacques Anquetil |
| 8a     | 2 de juliol  | Chalon-sur-Saône - Saint-Étienne | 240,5      | Jean Forestier       | Jacques Anquetil |
| 9a     | 3 de juliol  | Saint-Étienne - Grenoble         | 230        | Charly Gaul          | Jacques Anquetil |
| 10a    | 4 de juliol  | Grenoble - Torí                  | 250,5      | Guy Ignolin          | Jacques Anquetil |
| 11a    | 5 de juliol  | Torí - Antibes                   | 225        | Guido Carlesi        | Jacques Anquetil |
| 12a    | 6 de juliol  | Antibes - Ais de Provença        | 199        | Michel Van Aerde     | Jacques Anquetil |
| 13a    | 7 de juliol  | Ais de Provença - Montpeller     | 177,5      | André Darrigade      | Jacques Anquetil |
| 14a    | 9 de juliol  | Montpeller - Perpinyà            | 174        | Eddy Pauwels         | Jacques Anquetil |
| 15a    | 10 de juliol | Perpinyà - Tolosa                | 206        | Guido Carlesi        | Jacques Anquetil |
| 16a    | 11 de juliol | Tolosa - Luchon-Superbagnères    | 208        | Imerio Massignan     | Jacques Anquetil |
| 17a    | 12 de juliol | Luchon - Pau                     | 197        | Eddy Pauwels         | Jacques Anquetil |
| 18a    | 13 de juliol | Pau - Bordeus                    | 207        | Martin Van Geneugden | Jacques Anquetil |
| 19a    | 14 de juliol | Bergerac - Périgueux             | 74,5 (CRI) | Jacques Anquetil     | Jacques Anquetil |
| 20a    | 15 de juliol | Périgueux - Tours                | 309,5      | André Darrigade      | Jacques Anquetil |
| 21a    | 16 de juliol | Tours - París                    | 252,5      | Robert Cazala        | Jacques Anquetil |